# Rutilus heckelii
Rutilus heckelii és una espècie de peix cipriniforme de la família dels ciprínids.

## Morfologia
Els mascles poden assolir els 50 cm de longitud total.

## Distribució geogràfica
Es troba a Europa (tret de la península Ibèrica, Itàlia, Grècia i Irlanda).